# Bodião-de-cabeça-dourada
O bodião-de-cabeça-dourada (Halichoeres iridis), é uma espécie de bodião nativa do Oceano Índico, assim como outras espécies de bodiões, possuem um muco em seu corpo que os protege de parasitas, além de ser tóxico para predadores, como garoupas e moreias. Essa espécie tem o costume de nadar próximo ao fundo, preferindo viver entre ramos de corais ou fendas, se alimentam de algas e algumas espécies de invertebrados. Por ser um peixe de coloração chamativa, é muito capturado para ser mantido em aquários ornamentais.
Essa espécie de bodião é nativa do Oceano Índico, podendo ser encontrado na costa leste africana até Kwazulu-Natal, na África do Sul para Madagascar, Seychelles e arquipélago de Chagos.